# Лебедівська сільська рада (Новоград-Волинський район)
Лебедівська сільська рада (до 1960 року — Слободо-Чернецька сільська рада) — колишня адміністративно-територіальна одиниця та орган місцевого самоврядування у Новоград-Волинському, Мархлевському (Довбишському) районах і Новоград-Волинській міській раді Волинської округи, Київської й Житомирської областей Української РСР та України з адміністративним центром у с. Лебедівка.

## Населені пункти
Сільській раді були підпорядковані населені пункти:
- с. Лебедівка
- с. Владин
- с. Яворівка

## Населення
Кількість населення ради, станом на 1923 рік, становила 1 917 осіб, кількість дворів — 372.
Кількість населення сільської ради, станом на 1924 рік, становила 2 375 осіб, з перевагою населення польської національности, дворів — 453.
Станом на 1927 рік кількість населення сільської ради становила 1 313 осіб, з них 1 098 (83,7 %) — особи польської національності. Кількість селянських господарств — 264.
Кількість населення ради, станом на 1931 рік, становила 1 438 осіб.
Відповідно до результатів перепису населення СРСР, кількість населення ради, станом на 12 січня 1989 року, становила 707 осіб.
Станом на 5 грудня 2001 року, відповідно до перепису населення України, кількість мешканців сільської ради становила 725 осіб.

## Склад ради
Рада складалася з 14 депутатів та голови.

### Керівний склад сільської ради
| ПІБ                  | Основні відомості                                                               | Дата обрання | Дата звільнення |
| -------------------- | ------------------------------------------------------------------------------- | ------------ | --------------- |
| Фоміна Ніна Петрівна | Сільський голова, 1967 року народження, освіта, позапартійна                    | 26.03.2006   | 31.10.2010      |
| Фоміна Ніна Петрівна | Сільський голова, 1967 року народження, освіта середня спеціальна, позапартійна | 31.10.2010   |                 |

Примітка: таблиця складена за даними джерела

## Історія
Створена 1923 року як Слободо-Чернецька сільська рада, в складі сіл Дзекунка (Гута-Дзекунка), Слобода-Чернецька та колонії Муравня (Мурові Голендри) Рогачівської волості Новоград-Волинського повіту Волинської губернії. 22 травня 1925 року в с. Дзекунка (згодом — Яворівка) створено окрему Дзекунську (згодом — Яворівська) польську національну сільську раду.
Станом на 1 вересня 1946 року Слободо-Чернецька сільська рада входила до складу Новоград-Волинської міської ради Житомирської області, на обліку в раді перебували села Муравня та Слобода-Чернецька.
11 серпня 1954 року, відповідно до указу Президії Верховної ради Української РСР «Про укрупнення сільських рад по Житомирській області», до складу ради включено села Владин, Ходорівка та Яворівка ліквідованих Владинської та Яворівської сільських рад Новоград-Волинської міської ради. 10 березня 1966 року, відповідно до рішення Житомирського облвиконкому № 126 «Про утворення сільських рад та зміни в адміністративному підпорядкуванні деяких населених пунктів області», села Муравня та Ходорівка передані до складу новоствореної Тетірської сільської ради Новоград-Волинського району.
5 серпня 1960 року, відповідно до рішення Житомирського ОВК № 824 «Про перейменування деяких сільських рад в районах області», сільську раду перейменовано на Лебедівську через перейменування центру ради на с. Лебедівка.
На 1 січня 1972 року сільська рада входила до складу Новорад-Волинського району Житомирської області, на обліку в раді перебували с. Владин, Лебедівка та Яворівка.
2017 року територію та населені пункти ради включено до складу новоствореної Брониківської сільської територіальної громади Новоград-Волинського району Житомирської області.
Входила до складу Новоград-Волинського (7.03.1923 р., 4.06.1958 р.), Мархлевського (Довбишського, 1.09.1925 р.) районів та Новград-Волинської міської ради (1.06.1935 р.).